# The Mission EP
Albums par Guilty Simpson
Random Axe
(2011) Dice Game
(2012)
Albums par Eric Lau
Quadrivium
(2011)
The Mission EP est un album collaboratif de Guilty Simpson et Eric Lau, sorti le 3 février 2012.

## Liste des titres
| No | Titre                                           | Durée |
| -- | ----------------------------------------------- | ----- |
| 1. | Intro (U Ready?)                                | 1:29  |
| 2. | The Mission                                     | 3:01  |
| 3. | Can You Feel It? (featuring Fatima)             | 3:32  |
| 4. | Burn It Up                                      | 2:06  |
| 5. | He Said, She Said                               | 2:56  |
| 6. | Yesterday (featuring Fatima et Olivier Daysoul) | 3:14  |
| 7. | Outro (Supreme)                                 | 1:21  |